# NGC 692
NGC 692 is een balkspiraalstelsel in het sterrenbeeld Phoenix. Het hemelobject werd op 2 oktober 1834 ontdekt door de Britse astronoom John Herschel.

## Synoniemen
- PGC 6642
- ESO 197-3
- FAIR 712
- IRAS01467-4853